# Honing
Honing är en ort och civil parish i Storbritannien.   Den ligger i grevskapet Norfolk och riksdelen England, i den sydöstra delen av landet, 180 km nordost om huvudstaden London. Honing ligger 10 meter över havet och antalet invånare är 319.
Terrängen runt Honing är platt. Runt Honing är det ganska tätbefolkat, med 104 invånare per kvadratkilometer. Närmaste större samhälle är North Walsham, 4,9 km nordväst om Honing. Trakten runt Honing består till största delen av jordbruksmark.